# Bekehrung (Christentum)

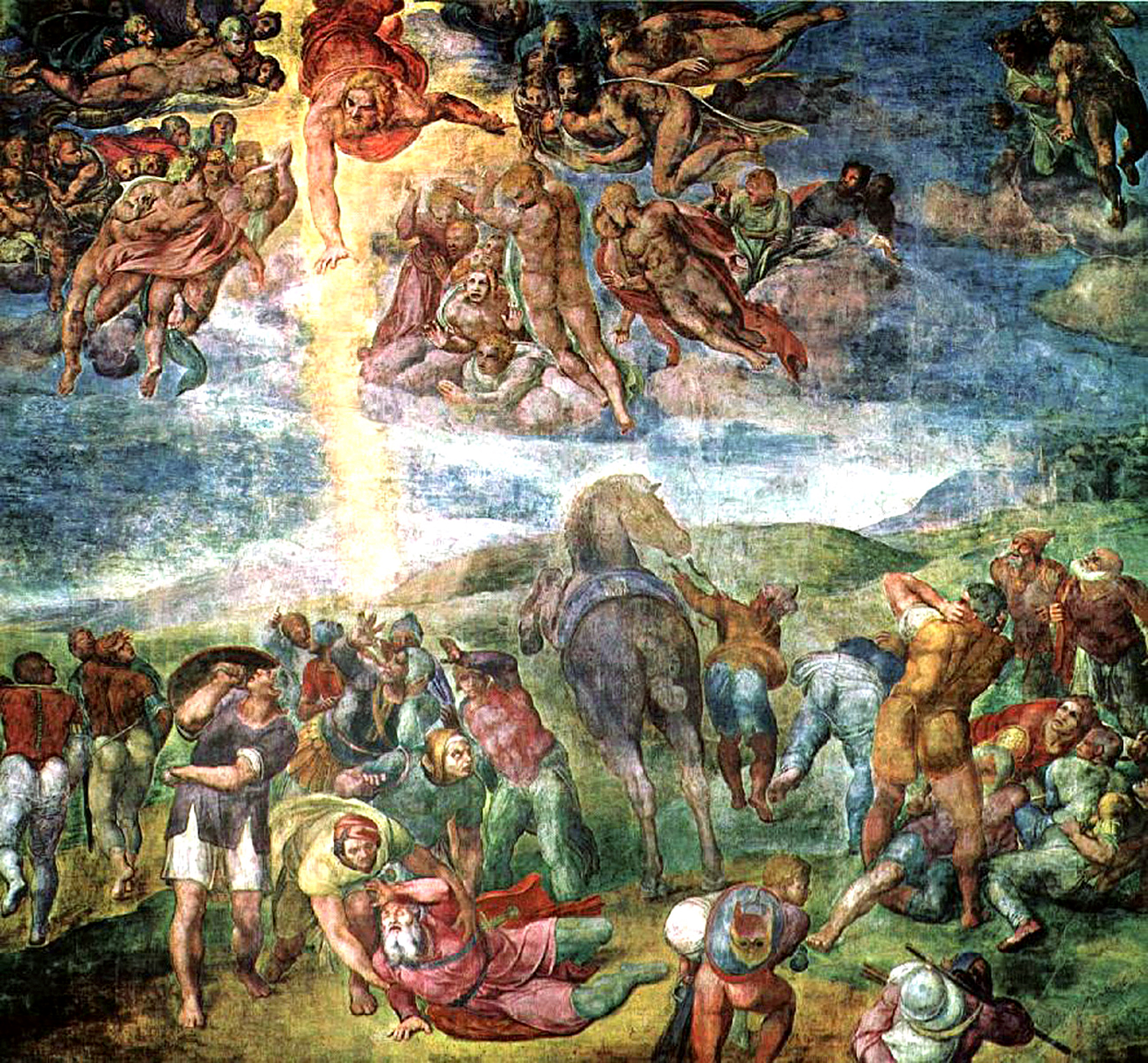
Bekehrung des Heiligen Paulus von Michelangelo

Bekehrung ist im Christentum die Bezeichnung für die Konversion zum christlichen Glauben. Was damit genau gemeint ist, kann individuell (und abhängig von der jeweiligen christlichen Konfession oder Bewegung) unterschiedlich sein. Meist ist eine persönliche, freiwillige Entscheidung zum Glauben an Jesus von Nazaret als den Christus (Messias) und den Sohn Gottes gemeint. Oft wird dabei angestrebt, an der Gnade Gottes Anteil zu erlangen, in „Nachfolge Jesu“ zu leben und Gottes „Gemeinschaft und Werke“ im eigenen Leben und/oder den Sakramenten & Liturgie zu erleben, ein Leben entsprechend der christlichen Ethik zu führen und/oder sich in der Lebensführung an den christlichen Geboten (z. B. Zehn Gebote) bzw. den jeweiligen kirchlichen Dogmen zu orientieren.

## Einführung und Grundsätzliches
Vor der Bekehrung kann der Betreffende einer anderen Religion oder keiner Religion angehört haben. Der bzw. die Bekehrte kann auch rein formal Mitglied einer Kirche gewesen sein, ohne dazu eine innere Beziehung gehabt zu haben. Es geht also in der Bekehrung vor allem um die Hinwendung zu Gott.
Bekehrung wird im Christentum aber von zahlreichen Theologen auch anders beschrieben, beispielsweise nach den Kirchenlehrern Johann Conrad Dannhauer (Straßburg, 1649) und Johann Andreas Quenstedt (Wittenberg, 1685), wonach der Heilige Geist uns zur göttlichen Macht kehrt und uns zu Gott und seinem Reich führt (conversio). Bekannte Bekehrungserlebnisse in diesem Sinne sind die Bekehrung des Paulus von Tarsus (Apg 9,1–18 ) durch eine Erscheinung Jesu und die Bekehrung von Augustinus durch das Lesen des Römerbriefs sowie das „Turmerlebnis“ Martin Luthers.
Christliche Mission und Evangelisation wollen zur Bekehrung hinführen. Bekehrung bezieht sich auf die Hinwendung des einzelnen Menschen zu Jesus und damit zum Christentum, während Christianisierung die Verbreitung des Christentums auf geographischer oder ethnischer Ebene bezeichnet.
Die Bekehrung steht im Christentum in engem Zusammenhang mit der Taufe. Die zwangsweise Bekehrung unter Bedrohung des eigenen Lebens und Leibs, bei Tod, Strafe oder Gewalt auch für Freunde und Familienangehörige, steht in engem Zusammenhang mit christlicher Zwangstaufe und Antijudaismus und widerspricht dem neutestamentlichen Konzept der Bekehrung (siehe dazu auch: Zwangschristianisierung).

## Bekehrung im Neuen Testament
In der Verkündigung Jesu geht es um eine Hinwendung zu Gott. Zusammenfassend sagt Jesus: „Kehrt um und glaubt an das Evangelium!“ (Mk 1,15 ; Mt 4,17 ). Es geht dabei um die grundlegende Neuausrichtung eines Menschen. Bekehrung bedeutet somit, sich vorbehaltlos für Jesu Worte zu öffnen und sein gesamtes Leben in den Dienst Jesu zu stellen.
Es gibt im Neuen Testament zwei Wortgruppen, die den Vorgang der Bekehrung beschreiben, ἐπιστροφή / ἐπιστρέφω (epistrophê / epistrephô) und μετάνοια / μετανοέω (metanoia / metanoeô).
- ἐπιστρέφω (epistrephô) hat die Grundbedeutung wenden, umwenden, (sich wieder) umkehren, zurückkehren und wird mit dieser Wortwahl übersetzt, wenn es sich sinngemäß um ein gewöhnliches Umwenden oder Zurückkehren handelt:

Und ich wandte (epestrepsa) mich um, zu sehen nach der Stimme, die mit mir redete. (Offb 1,12 )
- Wo das Wort ἐπιστρέφω (epistrephô) im Zusammenhang mit umwenden, zurückkehren zu Gott steht (Gesinnung und Verhalten ändern), wird es mit bekehren übersetzt:

Und er wird vom Volk Israel viele zu dem Herrn, ihrem Gott, bekehren (epistrephô). (Lk 1,16 )
Denn ihr wart wie die irrenden Schafe; aber ihr seid nun bekehrt (epistrephô) zu dem Hirten und Bischof eurer Seelen. (1 Petr 2,25 )
Das Wort wird in der Septuaginta zur Übersetzung des hebräischen schûb verwendet, wo dieses die Bekehrung, Umkehr zu Gott bezeichnet. Im Neuen Testament kommt ἐπιστρέφω (epistrephô) 39-mal vor, 19-mal beschreibt es ein gewöhnliches Wenden, Umwenden, z. B. (Mt 10,13 ) und 20-mal bezeichnet es ein Umwenden, Um-/Bekehren zu Gott, z. B. (Apg 15,19 ), die Hinwendung zu Jesus Christus und zu Gott, die zu einer grundlegenden Änderung des ganzen Lebens führt.
Beim Apostelkonzil in Jerusalem (Apg 15,3 ) wird das Wort (epistrophê) für die Konversion (Bekehrung) der Heiden gebraucht.
Sie wurden von der Gemeinde feierlich verabschiedet und zogen durch Phönizien und Samarien; dabei berichteten sie den Brüdern von der Bekehrung der Heiden und bereiteten damit allen große Freude.
- μετἀνοια ((metanoia) Änderung des Denkens) wird auch mit Sinnesänderung (sich ändern), umkehren oder Buße tun, bereuen übersetzt. Das Wort wird im Neuen Testament 34-mal verwendet, davon 21-mal von Jesus von Nazaret (Mk 1,15 EU).

Die Zeit ist erfüllt, und das Reich Gottes ist herbeigekommen. Tut Buße (metanoia) und glaubt an das Evangelium!
Und wenn er siebenmal am Tag an dir sündigen würde und siebenmal wieder zu dir käme und spräche: Es reut mich! (metanoô), so sollst du ihm vergeben. (Lk 17,4 )
Dieses Wort wird unter anderem von Johannes dem Täufer (Mt 3,2 ), von Simon Petrus (Apg 2,38 ) und Paulus verwendet, um zur Buße (Umkehr, Reue und Hinwendung zu Gott) aufzufordern.

## Konfessionelle Verständnisse der Bekehrung
Während sich alle Konfessionen und Richtungen des Christentums darüber einig sind, dass eine Bekehrung eine Entscheidung zum Christentum ist, gehen die Meinungen bei den Fragen, was eine Bekehrung alles umfasst und wodurch sie bewirkt wird, stark auseinander.

### Römisch-katholische Kirche
In der römisch-katholischen Kirche ist die Taufe der Ort der ersten, grundlegenden Bekehrung. 

„Durch den Glauben an die Frohe Botschaft und durch die Taufe widersagt man dem Bösen und erlangt das Heil, welches die Vergebung aller Sünden und das Geschenk des neuen Lebens ist.“

Der Heilige Geist bewirkt die Bekehrung, dass der Mensch sich Gott zuwendet und von der Sünde Abstand nimmt, wie Jesus in den Evangelien gefordert hat.
Ungetaufte Erwachsene werden (in der römisch-katholischen Kirche) zunächst in einem eigenen Ritus in den Katechumenat aufgenommen und mit Katechumenenöl gesalbt. In der Zeit des Katechumenates wird der Taufwillige (Katechumene) in den Glauben eingeführt. Die Taufe Erwachsener findet in der katholischen Kirche traditionell in der Feier der Osternacht statt, in der das Taufwasser geweiht wird und die Gemeindemitglieder ihr Taufversprechen erneuern.
Über die Erstbekehrung zum Glauben hinaus fordert die katholische Lehre zu einer immer wieder neu zu vollziehenden „Bekehrung des Herzens“ auf, einer inneren Umkehr oder Buße, die eine „fortwährende Aufgabe für die ganze Kirche“ ist. Sie besteht in einer Hinwendung zu Gott und einer Abkehr von der Sünde und ist „zunächst Werk der Gnade Gottes, der unsere Herzen zu sich heimkehren läßt.“ Neben verschiedenen Ausdrucksformen dieser Umkehr (Fasten, Beten, Almosengeben, Taten der Versöhnung, Teilnahme an der Eucharistie) gibt vor allem das Bußsakrament oder Sakrament der Versöhnung eine „Möglichkeit, sich zu bekehren und die Gnade der Rechtfertigung wiederzuerlangen.“

### Evangelische Kirchen
Die evangelischen Kirchen lutherischer und reformierter Prägung verstehen unter Bekehrung die persönliche, freie Entscheidung, Jesus Christus nachzufolgen, ihn als Heiland und Herrn anzuerkennen. Nach dem reformierten Heidelberger Katechismus wird davon ausgegangen, dass diese Entscheidung der Beginn des christlichen Lebens ist. In der lutherischen Konkordienformel von 1573 wird im Artikel II (Vom freien Willen) gesagt, dass die Bekehrung vom Heiligen Geist durch die Predigt und das Wort Gottes bewirkt wird; siehe auch Röm 10,17 .
Dabei gibt es zwei unterschiedliche Sichtweisen bezüglich der Beteiligung von Gott und Mensch an der Bekehrung.

#### Arminianismus
Im Arminianismus, wie bei den Remonstranten, Methodisten und in Teilen der evangelischen Landeskirchen wird die Bibel so ausgelegt, dass der Weg zu Gott jedem Menschen offensteht (vorauseilende Gnade) und es in der Entscheidung des Einzelnen liegt, dieses Angebot anzunehmen oder nicht.

#### Calvinismus
In Kirchen mit calvinistischer Lehre, wie die Reformierten Kirchen, gilt die schon von Augustinus von Hippo entwickelte Lehre der doppelten Prädestination, nach der Gott vor aller Zeit entschieden habe, wer zu den Geretteten und wer zu den Verlorenen gehören wird. Daher bekehrt sich nach dieser Theologie ein Mensch nur, wenn Gott das vor aller Zeit so entschieden hat. Gott allein ist es, der die Bekehrung bewirkt. Diese Bekehrung bewirkt eine grundlegende Veränderung des Menschen.
Da die Menschen aber nicht wissen, wie Gott im Einzelfall entschieden hat, kennen auch diese Kirchen Mission und Aufruf zur Umkehr.

### Evangelikalismus und Pietismus
Im Pietismus und in der evangelikalen Bewegung ist die Bekehrung konstitutiv. Es gibt kein Christsein ohne Bekehrung. Der Einzelne stellt sein Leben bewusst unter die Herrschaft Gottes. Die Bekehrung wird in der Regel durch ein Gebet an Jesus Christus vollzogen. Man bekennt darin, dass man ein Sünder ist, und bittet Jesus Christus darum, die Herrschaft im eigenen Leben zu übernehmen. Bei evangelistischen Veranstaltungen wird durch den Altarruf zu einem solchen Gebet aufgefordert.
Diese Art der Bekehrung ist prinzipiell sowohl für getaufte Kirchenmitglieder wie auch für Ungetaufte möglich. Bei Ungetauften folgt in der Regel eine Taufe nach dem Ritus der entsprechenden Kirche.
Charismatiker in der römisch-katholischen Kirche sprechen bei dieser Art der Bekehrung lieber von „Lebensübergabe“ statt von Bekehrung, weil nach offizieller katholischer Lehre die Wiedergeburt bereits bei der Taufe geschieht und nicht wiederholt werden kann.
Manche sehen die Bekehrung als einmaligen und genau datierbaren Punkt im Leben des Einzelnen und bezweifeln teilweise, ob jemand ein Christ ist, wenn er kein Bekehrungserlebnis hat.
Daneben gibt es Christen, die zwar, wie im Calvinismus, die Auswahl Gottes als entscheidend ansehen, diese aber als eine Erwählung für Aufgaben auslegen (jetzt und im äonischen Leben), analog der Erwählung von Jeremia (Jer 1,5 ). Im Unterschied zur Lehre von der doppelten Prädestination, sehen sie also keine Auswahl zu Himmel und Hölle, da ihrer Sicht nach letztlich alle Menschen gerettet werden (siehe Allversöhnung bzw. Allaussöhnung).

### Baptisten und Mennoniten
Bei christlichen Gemeinden in baptistischer und mennonitischer Richtung ist die Bekehrung im Sinne einer persönlichen, freien Entscheidung für Jesus Christus eine unabdingbare Voraussetzung zur Zulassung zur Glaubenstaufe. Die Bekehrung ist heilsnotwendig, die Grundvoraussetzung zur Erlösung und leitet die Wiedergeburt ein.

### Charismatiker und freie Christengemeinden
Bei den meisten charismatischen und freikirchlichen Gemeinden ist nicht die Mitgliedschaft in einer Kirche maßgeblich. Vielmehr wird alleine die „Lebensübergabe“ als heilsnotwendig angesehen. Eine Aufforderung zur Lebensübergabe findet oft im Rahmen eines Aufrufs bzw. Altarrufs statt.
Wesentlich ist dabei die freie Entscheidung eines Menschen, Jesus Christus als Retter und Erlöser für das eigene von Gott durch die Sünde getrennte Leben anzuerkennen.
Durch diese Entscheidung, die nicht öffentlich zu sein braucht, geschieht die sog. Wiedergeburt. Die Wiedergeburt vollzieht sich durch den Tod des alten und Geburt des neuen Geistes „von oben“. Darausfolgend wünscht der wiedergeborene Mensch sein Herz bzw. seine Seele (Verstand, Wille, Gefühle) und seinen Körper einem gottgefälligen Leben nach dem Vorbild Jesu stetig anzupassen. Dies geschieht aus Dankbarkeit für das unverdient geschenkte neue sowie ewige Leben.
Grundlagen finden sich im Brief des Paulus an die Römer (Röm 10,9 ): „Denn wenn du mit deinem Munde bekennst, dass Jesus der Herr ist, und in deinem Herzen glaubst, dass ihn Gott von den Toten auferweckt hat, so wirst du gerettet“ sowie im Johannesevangelium (Joh 3,3ff. ): „Jesus antwortete und sprach zu ihm: Wahrlich, wahrlich, ich sage dir: Wenn jemand nicht von neuem geboren wird, kann er das Reich Gottes nicht sehen.“

### Autobiographisches
- Esther Maria Magnis: Gott braucht dich nicht – Eine Bekehrung, Rowohlt Verlag, Reinbek bei Hamburg 2012, Taschenbuch 2014, ISBN 978-3-499-62436-0.